# 馬場昌房
馬場昌房（1538年／1543年－1582年）是日本戰國時代武將。武田氏家臣。通稱民部少輔。諱有信忠、信光、信春等諸多説法，無法確証。
武田四名臣之一馬場信房（信春）的嫡男。信春在長篠之戰中戰死後繼任家督並擔任信濃深志城的城代。
在天正10年（1582年）織田信長發動的甲州征伐中，沒有進行抵抗就降伏。還有在轉戰期間於信濃牧之島城被討死等說法，不過實況不明。